# Solymári vár
A solymári vár, amit a turisztikai irodalom gyakran (téves módon) Szarkavár néven tart számon, egy középkori vár, mely Solymár mellett, a Pilis és a Budai-hegység magaslatai között emelkedik, a Mátyás-domb nevű alacsony, de meredek oldalú dombon. A korábban nem igazán látványos romterület a 2005-2006 folyamán végzett nagyszabású fejlesztés (a várfalak eltérő magasságba történő felmagasítása, az eredeti öregtorony és kapuzat feltételezett alakját idéző kilátótorony és kapu, valamint színpad építése, stb.) révén nyerte el jelenlegi állapotát. 2013. júniusáig szabadon látogatható volt, 2013. július 1. óta hivatalos nyitvatartási rend szerint látogatható, belépődíj fejében. A várdomb lábánál 2015. június 4. óta kulcsos turistaház is üzemel.

## Története
Nagy Lajos uralkodása idején a legfontosabb királyi tisztségviselők közé számítottak a Lackfi főnemesi család tagjai. A korabeli oklevelek szerint 1355-ben vásárolták meg ezt a területet, ahol rövidesen felépítették a kis alapterületű kővárat, ami a továbbiakban budai tartózkodásuk idején szállásául szolgált a dúsgazdag famíliának.
A törökkel vívott vesztes nikápolyi csatában a Lackfiak szembeszálltak Luxemburgi Zsigmond királlyal, ezért 1397-ben két vezető egyéniségüket az uralkodó hívei orvul meggyilkolták, váruradalmaikat elkobozták. Zsigmond később feleségének, Cillei Borbála úrnőnek adományozta, kárpótlásul annak (vélt) házasságtörése miatt régebben lefoglalt délvidéki birtokaiért.
A középkor további évszázadaiban magáénak mondhatta még a Korbáviai és a Rozgonyi família is. 1440-ben ostrommal foglalták el az ellenpártiaktól a lengyel származású I. Ulászló magyar király táborához tartozó fegyveresek. Négy esztendő múltán a Czudar család zálogba adta a Rozgonyi famíliának. Egy 1449-es feljegyzés szerint rövid ideig Hunyadi János kormányzó uralta, majd királyi kegyként Garai László nádorispán szerezte meg. Férfiágon való kihalásuk után Mátyás király a törvénytelen kapcsolatából született Corvin János liptói hercegnek adományozta, tőle 1490 után Ráskai Balázs főnemes ragadta el. Már az 1526-os mohácsi csata után jelentősebb pusztítások érték a környéken fosztogató török lovas csapatoktól, de végleges romba dőlése csak az 1541-es budai megszállás után következett be.

### Eltérő történelemszemléletek

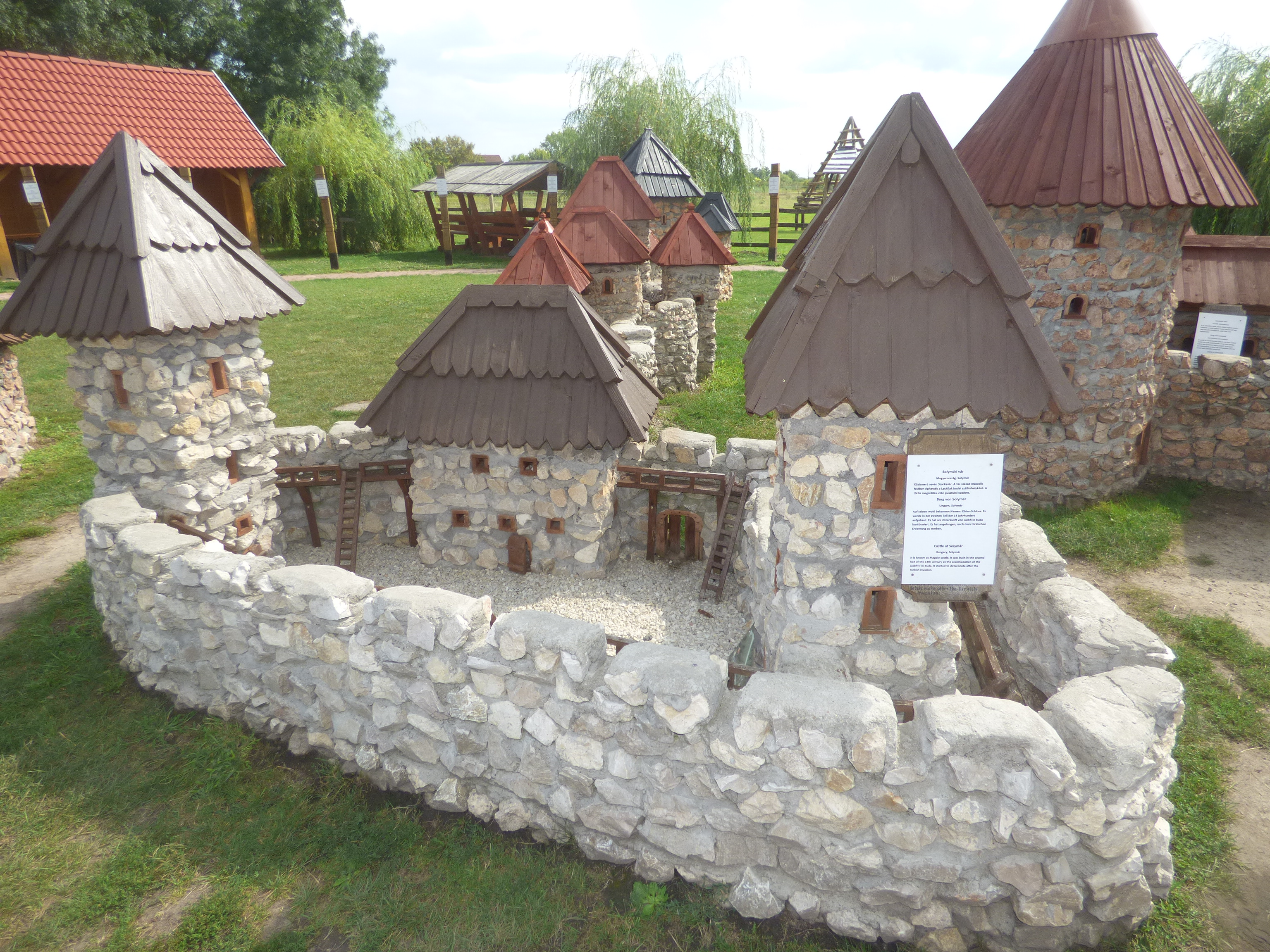
A solymári vár makettje a dinnyési Várparkban

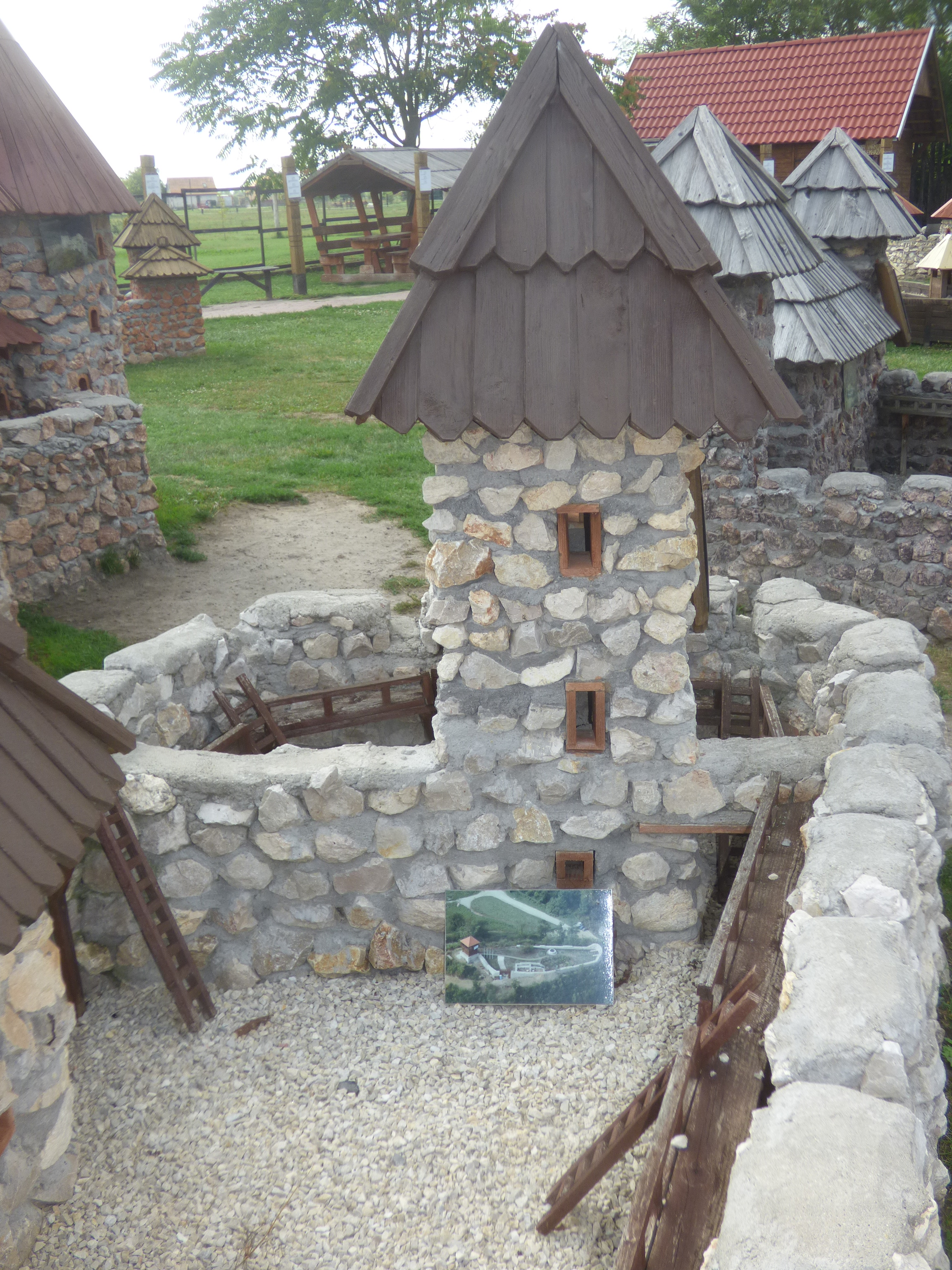
Dinnyési makettjének egy részlete

Egyes – jellemzően amatőr – kutatók vélekedése szerint a solymári Mátyás-dombon található romterület nem a számos okleveles forrásban dokumentált solymári vár, hanem a pálos szerzetesrend egyik központi kolostorának maradványait őrzi. Az elmélet vélelmezett bizonyítékai között jelentős helyen szerepel Tommaso Dolabella azon 1630-ban készült oltárképe, amely Remete Szent Pál temetését ábrázolja, mivel a képen ábrázolt táj kétségtelenül mutat némi hasonlóságot a solymári Mátyás-domb alakjával és az egykori vár feltételezett kinézetével. E teória ugyanakkor nem vonja kétségbe a solymári vár létezésére utaló, azt igazoló okleveles forrásokat, csak a vár helyét vitatja. A kolostor-elmélet, vagy várkolostor-elmélet szerint – amelynek egyik legkitartóbb kutatója és hirdetője Tamáska Péter amatőr történész kutató – az oklevelekben említett solymári vár valójában a Piliscsaba–Tinnye–Perbál hármashatár közelében volt, ahol e teória értelmében egy lankás domboldal bizonyos terepi anomáliái tanúsíthatják ma is a kérdéses vár feltételezett ottani létezését. A teória ezen részét ténylegesen alátámasztani látszik néhány olyan XV. század eleji okleveles forrás, amelyek a solymári várat perbáli határjárások során említik tájékozódási pontként.
A várkolostor-elmélet hívei szerint a solymári romterület – amely egyébként jelenlegi paraméterei alapján aligha vélhető kolostorromnak, különösen pedig egy főkolostor romjának – megtévesztő képet mutat, mert ezen álláspont szerint a XX.-XXI. századi feltárások idején rögzített járószint több méternyivel magasabbra helyezkedik el az eredeti középkori járószinthez képest, a két szint különbségét pedig az eredetileg itt állt, majd a török hódoltság idején porig rombolt kolostorépületek törmelékeiből kialakult réteg alkotja. A Tamáska Péter nevével fémjelzett várkolostor-elméletet a hivatalos régészettudomány képviselői – köztük is elsősorban Feld István régész, aki már 1977-ben írott szakdolgozata óta kutatja a solymári vár történetét – döntően alaptalannak ítélik.

## Feltárása

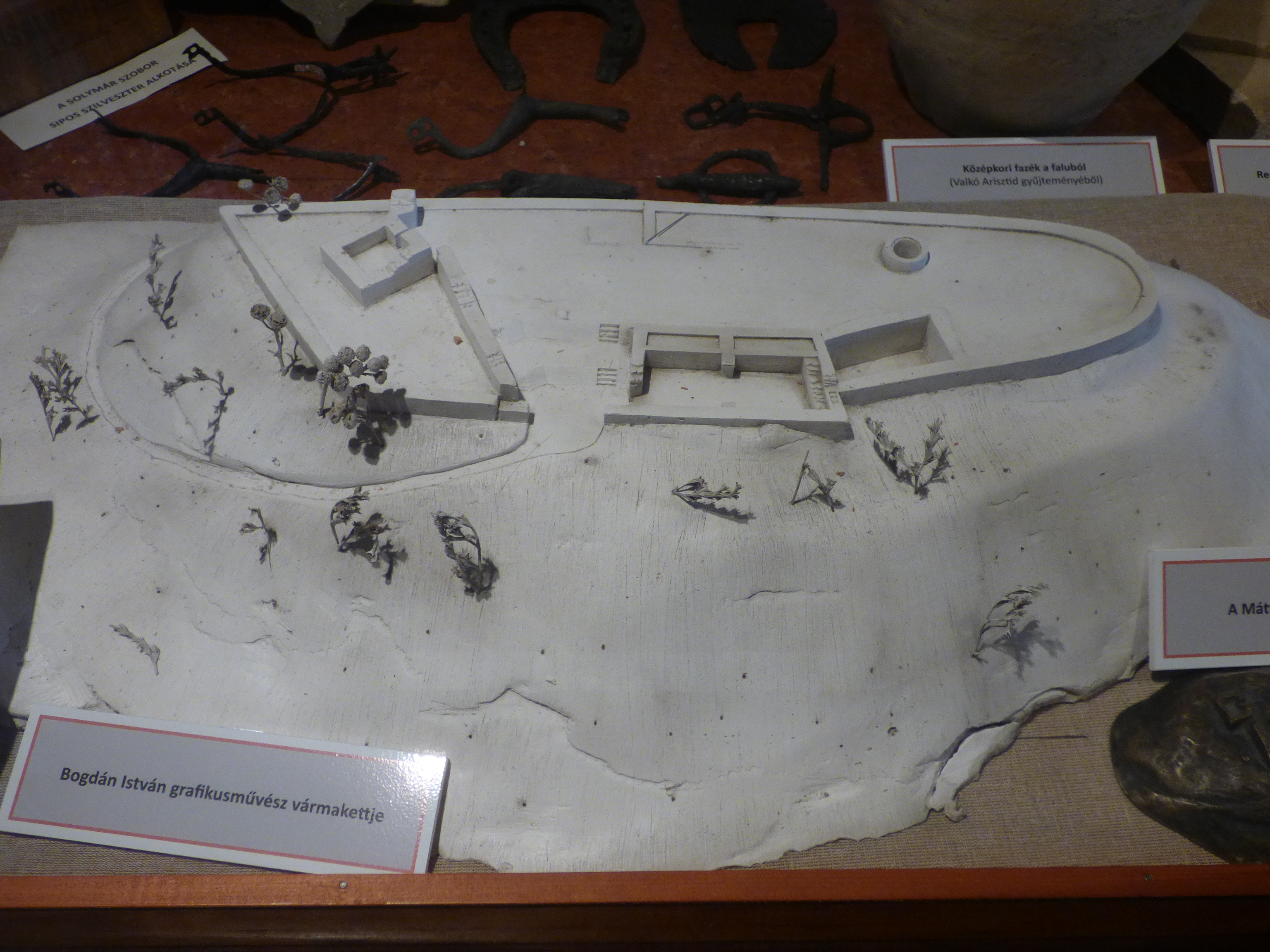
A solymári vár makettje a Dr. Jablonkay István Helytörténeti Gyűjtemény kiállításán (Bogdán István alkotása)

A vár maradványait a XVIII. században letelepülő németajkú {sváb} lakosság jórészt elhordta, így a XIX. század végére a Mátyás-dombon semmi látható jele nem maradt annak, hogy ott egykor építmény állt. A falu szájhagyományában azonban megmaradt a vár emléke, ezért Valkó Arisztid fiatal műkedvelő régész, miután írott forrásokból is meggyőződött az egykori erősség létezéséről, az 1930-as évektől kutatni kezdte a lapos tetejű domb titkait. Feltárási munkáját mintegy tíz éven át, komolyabb segítség nélkül végezte, egyedül az ásatások fizikai munkájában kapott némi segítséget a község leventéitől.
Valkó munkáját az 1970-es években kezdték folytatni Kozák Károly régész, Horler Miklós építész és Feld István régész hallgató irányításával; utóbbi 1977-ben a diplomamunkáját is a solymári vár kutatási eredményeiből írta, majd az ezredfordulót követő, további régészeti feltárásokat is ő vezette. Az 1990-es évtized végétől tovább folytatódtak a tényleges feltárás, majd a helyreállítás nagyszabású munkálatai. Lassan napvilágra kerülnek a hosszúkás ovális alakú várfalak, melyek több lakóépületet és egy vaskos öregtornyot öveznek, a várudvaron létesített mély kúttal.
A vár jelenleg is látható, faszerkezetű tornya – amely méretezését illetően a feltételezett eredeti öregtorony paramétereit idézi –, továbbá a bejárati kapuzat, a falkonzerválások döntő része és a várkút felépítményének kialakítása a 2005–2006 során véghez vitt nagyszabású felújítási-várépítési munkák eredményeként valósult meg. A romterületen található mélypince feltárása és egyes falszakaszok megerősítése, újjáépítése a 2006-2014 közt eltelt évek során, folyamatosan zajlottak, illetve részint jelenleg is zajlanak.

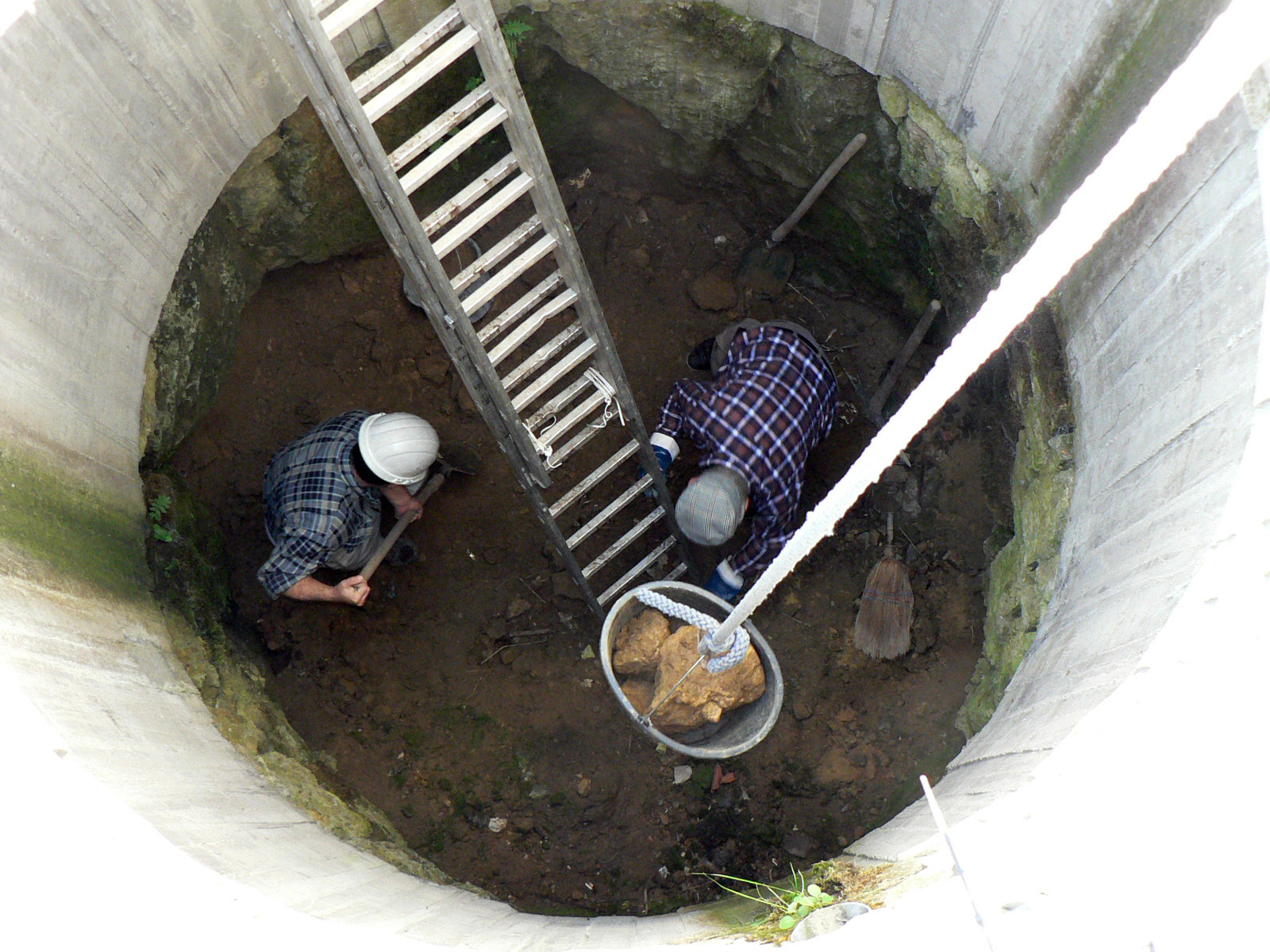
Ásatás a solymári vár kútjában

Érdekesség, hogy a vár kútját a XX. századi feltárások szinte egyáltalán nem vizsgálták, leszámítva a járószinthez képest kb. –3-4 méternyi szakaszt, amit sokáig nem is kútnak, inkább ciszternának véltek. A kút mélyebb rétegeire kiterjedő feltárási-kutatási munkák 2011 őszén kezdődtek meg, részben a solymári Helytörténeti Alapítvány önkéntesei bevonásával, régészeti felügyelet mellett. 2013 őszére a feltárás a járószinttől számított –21 méteres mélységet érte el, becslések szerint a kút egykori fenékmélysége –30 méter körül lehet, ezért a feltárás várhatóan még 2014-ben is folytatódik.

## Megközelítése
A vár a Solymárt érintő tömegközlekedési járatok mindegyikétől legfeljebb 30 perc sétával, könnyen elérhető. A 64-es buszcsalád (64, 64A, 164, 264) útvonalán a Solymár, községháza megállóhelyen célszerű leszállni a megközelítéséhez, ahonnan a Várhegy utcán, vagy a kis kerülőt jelentő, de jobb panorámát nyújtó Béke utcán lehet eljutni a várhoz. A 64-es busszal érkezők választhatják a Solymár, temető vagy Solymár, vasútállomás megállóhelyet is, az előbbitől a Vasút utcán és a Major utcán, az utóbbitól pedig a Rókus utcán haladva érhető el a Várdomb. Mindkét útvonal valamivel rövidebb, mint a Várhegy vagy Béke utcákon át történő megközelítés, és az odaút során a vár más-más arcát mutatja az érkezőknek. Ugyanezt a két utóbbi megközelítési útvonalat választhatják a Volánbusz járataival érkezők, a vonattal utazók pedig értelemszerűen az állomás irányából, a Rókus utcán át érhetik el a területet.
Gépkocsival a vár legkényelmesebb megközelítése a Major utcán vagy a Várhegy utcán keresztül történhet; a Béke utcai útvonal járművel nem ajánlott, mert annak jelentős része mezőgazdasági területen (szántóföldeken) áthaladó földút. A várdomb lábánál bőséges számú parkolási lehetőség áll az autósok rendelkezésére.
A várdomb alatti, 2015-ben felújított épületben kulcsos turistaház üzemel, melyet 2015. június 4-én adtak át a rendeltetésének. Ugyanebben az épületben található a várhoz tartozó mosdó és illemhely is, amelyet a vár nyitvatartási idejében vehetnek igénybe a látogatók.

## Látnivalók a vár környékén
A vár közelében indul a Jegenye-völgy, amely kedvelt kirándulási célpont, különös tekintettel a vártól alig több mint egy kilométerre fekvő nagytisztásra – amely az erdőjárók körében népszerű pihenőhely, illetve egyes községi rendezvények helyszíne is –, valamint az onnan kevesebb mint egy kilométerre fakadó Rózsika-forrásra; aki a várban jár, érdemes ezeket a látnivalókat is felkeresnie.
A vár és a vasútállomás között, a várdomb lábának közelében található hídtól nem messze állt a solymári Szent Rókus-kápolna, amit az 1970-es évek derekán bontottak le, a szomszédban megkezdett téglagyár-építés miatt, arra hivatkozva, hogy akadályozza a szükséges útszélesítést. Részben ennek pótlására létesült a várdomb lábánál a Fatimai kápolna, melynek építése még 2008-09-ben kezdődött, Blazsetits Ferenc építész és – az üvegezést illetően – Horányi Ágnes üvegműves tervei alapján, átadására és megáldására pedig több év múltán, 2013. október 6-án került sor. A kápolna mögött szerény park található, mely néhány padjával nyújt pihenési lehetőséget az arra járóknak.

## Kiadványok a várról
- Hermann Orsolya Zsanett (szerk.): A solymári középkori vár múltja és jelene. Helytörténeti Alapítvány, Solymár, 2013.
- Milbich Tamás (szerk.): Barangolás a solymári várban. Szépsolymár Alapítvány, Solymár, 2014.

## Képgaléria

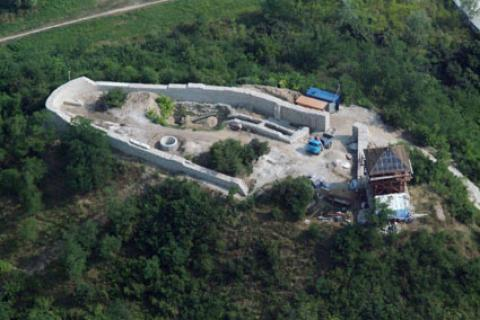
A vár a levegőből (felújítás közbeni, kb. 2006 tavaszi állapot)
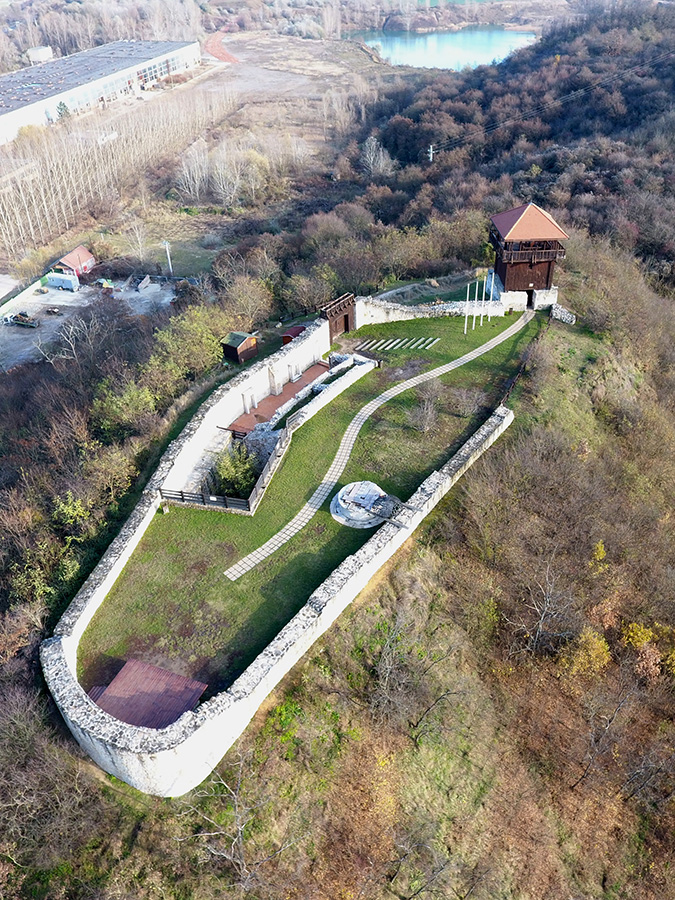
A vár légifotón
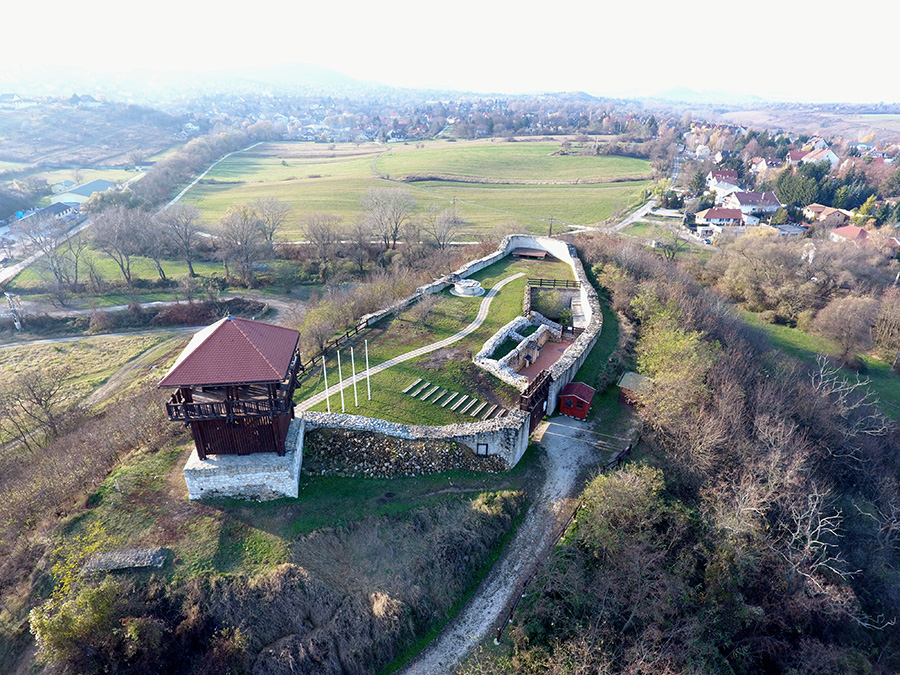
A vár légi felvételen
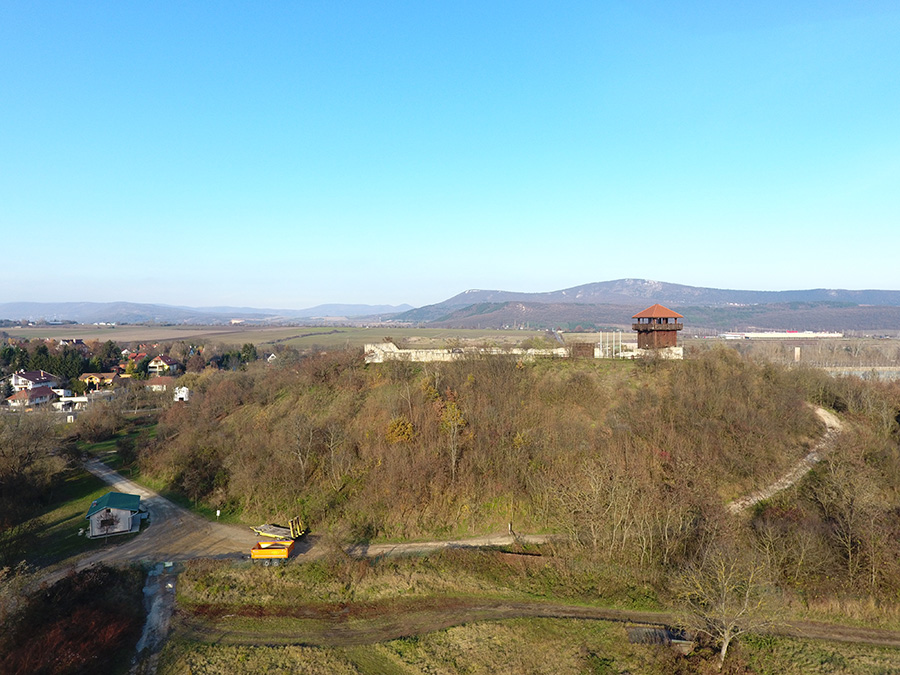
Madártávlatból